# Faustina den ældre
Annia Galeria Faustina, eller Faustina den ældre (Latin: Faustina Major; født 21 september ca. år 100, død Oktober eller November 140 ), var en romersk kejserinde og hustru til den romerske kejser Antoninus Pius.